# Владимирский район (РСФСР)
Владимирский район — административно-территориальная единица во Владимирской области РСФСР, существовавшая в 1929—1965 годах. Административный центр - рабочий посёлок Боголюбово (до 1945 года - город Владимир)

## История
Район был образован 14 января 1929 года в составе Владимирского округа Ивановской Промышленной области с центром в городе Владимир на большей части территории упраздненного Владимирского уезда Владимирской губернии.
С 11 марта 1936 года район в составе Ивановской области.
10 февраля 1940 года Второвский, Гатихинский, Давыдовский, Пенкинский сельсоветы и рабочий посёлок Лемешенский преданы в состав вновь образованного Камешковского района.
С 14 августа 1944 года Владимирский район в составе вновь образованной Владимирской области.
22 августа 1945 года центр района из города Владимира перенесен в рабочий посёлок Боголюбово.
В феврале 1963 года в состав района вошли части территорий упраздненных Небыловского, Ставровского и Суздальского районов.
12 января 1965 года район был упразднён, а его территория разделена между Суздальским, Судогодским и Камешковским районами.

## Населённые пункты
Крупнейшие населённые пункты района (население (1926), чел.):
- г. Владимир (39 654 чел. - с пригородами Быковка и Ямская Слобода)
- пос. Лемешенский (2482 чел.)
- с. Боголюбово (1474 чел.)
- с. Борисовское (1677 чел.)
- с. Брутово (1498 чел.)
- с. Второво (1040 чел.)
- с. Доброе (1252 чел.)
- с. Добрынское (1197 чел.)
- с. Красное (1698 чел.)
- с. Новое (1031 чел.)
- с. Порецкое (1811 чел.)
- с. Старый Двор (1087 чел.)

## Административное деление
В 1940 году в состав района входил 1 рабочий посёлок (Лемешенский) и 32 сельских совета:
| - Александровский, - Боголюбовский, - Богословский, - Борисовский, - Брутовский, - Булановский, - Второвский, - Гатихинский, - Головинский, - Давыдовский, - Добрынский, | - Злобинский, - Иванищевский, - Колокшенский, - Красносельский, - Кругловский, - Кутуковский, - Лукинский, - Луневский, - Неклюдовский, - Нестерковский, - Николопольский, | - Ново-Александровский, - Новосельский, - Одинцовский, - Пенкинский, - Погребищенский, - Порецкий, - Семеновский, - Сеславский, - Спасский, - Улыбышевский. |

К 14 августа 1944 года, времени передачи района из Ивановской области во владимирскую, он включал 25 с/с: Александровский, Боголюбовский, Богословский, Борисовский, Брутовский, Булановский, Головинский, Добрынский, Злобинский, Колокшанский, Красносельский, Кутуковский, Лукинский, Луневский, Неклюдовский, Николопольский, Новосельский, Ново-Александровский, Одинцовский, Погребищенский, Порецкий, Сеславский, Спасский, Семеновский и Улыбышевский.
В 1945 году Кутуковский, Ново-Александровский и Семеновский с/с были переданы в Ставровский район; Александровский и Одинцовский с/с — в Судогодский район; Булановский и Колокшанский с/с — в Собинский район; Неклюдовский и Никопольский — в Гусевский район.
В 1954 году были упразднены Красносельский, Лукинский, Новосельский, Погребищенский, Порецкий и Сеславский с/с. Образованы Бараковский и Суходольский с/с. Из Камешковского района во Владимирский был передан Давыдовский с/с (утверждено в 1959 году).
В 1959 году были упразднены Брутовский, Злобинский, Луневский и Суходольский с/с. Богословский с/с был переименован в Сновицкий.
В 1960 году был упразднён Боголюбовский с/с. Из Ставровского района во Владимирский был передан Ново-Александровский с/с, при этом упразднённый. Добрынский с/с был переименован в Лемешинский. Образован рабочий посёлок Боголюбово.
1 февраля 1963 года бы образован Владимирский сельский район с центром в р.п. Боголюбово. В его состав вошли:
- из Владимирского района: Бараковский, Борисовский, Головинский, Давыдовский, Лемешинский, Спасский, Сновицкий и Улыбышевский с/с
- из Небыловского района: Стародворский с/с
- из Ставровского района: Фомицинский с/с
- из Судогодского района: Александровский, Вольно-Артемовский, Ликинский, Муромцевский, Судогодский и Чамеревский с/с
- из Суздальского района: Кидекшанский, Лопатницкий, Павловский, Романовский, Торчинский, Туртинский и Яневский с/с.

В 1964 году в состав Владимирского сельского района был включён город Суздаль. Был образован р.п. Юрьевец, переданный при этом в подчинение городу Владимиру.
В 1965 году был образован Пригородный с/с. 13 января 1965 года Владимирский сельский район был расформирован. При этом Борисовский, Кидекшанский, Лемешинский, Лопатницкий, Павловский, Пригородный, Романовский, Сновицкий, Спасский, Стародворский, Торчинский, Туртинский, Фомицинский и Яневский с/с были переданы в Суздальский район; Давыдовский с/с — в Камешковский район; Александровский, Бараковский, Вольно-Артемовский, Головинский, Ликинский, Муромцевский, Судогодский, Улыбышевский и Чамеревский с/с — в Судогодский район.